# وداعا يا عسل (2020)
وداعا يا عسل (بالإنجليزية: Goodbye Honey) فيلم إثارة و رعب أمريكي لعام 2020 للمخرج ماكس ستراند، الذي كتب الفيلم بمساعدة تود راويزر. الفيلم من بطولة بيتون ميشيل إدواردز، وباميلا جين مورغان، وجولييت أليس جوبين. يروي أحداث ما بعد اختطاف امرأة، والتي يتعين عليها إجبار سائقة شاحنة منهكة على الاختباء في مؤخرة شاحنتها طوال الليل، وهي لا تعلم ما يخبئه باقي الليل. صدر الفيلم في 11 مايو 2021  وأصبح متاح على عدد من المنصات الرقمية والكابلات. فاز الفيلم بستة جوائز وترشح لجائزتين.

## طاقم التمثيل
بيتون ميشيل إدواردز: في دور اليسون
باميلا جين مورغان: في دور دون ميللر
ستايسي فان جوردر: في دور السيدة روديك
آرون ميتشل: في دور نيت ميللر
بول سي كيلي: في دور كاس روديك
راف سولي: في دور زاك
جولييت أليس جوبين: في دور فوبي بينوم
جيك لورانس: في دور تايلر
كيرا بينتون: في دور ويتني روديك

## ملخص أحداث الفيلم
تركض شابة في منتصف الليل بحثًا عن ملجأ وهي يائسة. أول ما تصادفه الشابة هي شاحنة نقل متوقفة عند نقطة توقف يستخدمها السائقين ليتمكنوا من تجنب النوم على عجلة القيادة. السائقة هي دون ميللر (باميلا جين مورغان) ولا تعرف ما الذي يجب أن تفعله بهذه الشابة فوبي بينوم (جولييت أليس جوبين) الغريبة، وهي تقتنع بعض الشيء للسماح بالاختباء في شاحنتها. لكن في الوقت الذي تحاول فيه تلبية أجندتهما المتضاربة، تصادف المرأتان حادث مأساوي تلو الآخر وتضطران إلى البقاء في مكانهما حتى الصباح. تدعي فوبي أنها هاربة من أحد الخاطفين، وفي مشادة بينهما يسقط الهاتف الخلوي محطماً، كما تفقد سائقة الشاحنة «دون» مفاتيح شاحنتها. تدرك دون وكذلك فوبي أنه يجب أن يتعلموا الثقة ببعضهم البعض إذا كانوا يريدون البقاء على قيد الحياة في ليلة مليئة بالتقلبات غير المتوقعة والمنعطفات العنيفة.

## استقبال الفيلم
منح موقع الطماطم الفاسدة الفيلم تقييم مقداره 89% بناء على 9 آراء للنقاد السينمائيين.
كتبت الناقدة سوزان جرينجر على موقعها: «نجح ستراند وراويزر في توجيه فيلم الرعب والحركة هذا، وبميزانية منخفضة، ولمدة 96 دقيقة، مع بطلتين قويتين لدخول العديد من المهرجانات عبر البلاد»، ومنحت الفيلم درجة 10/6.
كتبت إيملي بلاك على موقع سينما كريزد: «فيلم من نوع الإثارة المتوترة مع عناصر رعب محددة يعمل بسبب جميع المشاركين الذين يقدمون كل ما لديهم بالإضافة إلى كونهم موهوبين للغاية. يقدم مورغان وإدواردز عروضاً رائعة والتصوير السينمائي جميل في الظلام. هذا هو نوع الفيلم الذي يأتي من مشهد مستقل من وقت لآخر والذي لا ينبغي أن يكون بعيدًا عن رادار أي شخص»، ومنحت الفيلم درجة 5/4.
كتب بوبي لوبير على موقع فيلم ثريت: «إذا تمكن المرء من تجاوز مشاكل الكتابة، فسيجد فيلم إثارة جيد»، ومنح الفيلم درجة 10/7.

## جوائز وترشيحات
مهرجان جاردن ستيت السينمائي 2021: Garden State Film Festival جائزة أفضل ممثلة (باميلا جين مورغان)، جائزة أفضل ممثل مساعد (راف سولي)، جائزة النقاد لأفضل فيلم إثارة (ماكس ستراند - تود راويزر - جوش مايكلز).
مهرجان مدينة نيويورك لأفلام الرعب 2020: New York City Horror Film Festival فاز بجائزة تصميم الصوت (ريتشارد هاملتون).
مهرجان الكوابيس السينمائي 2020: Nightmares Film Festival جائزة أفضل أداء أول (باميلا جين مورغان)، وترشح لجائزة أفضل أداء مساعد (بول سي كيلي).
نولا مهرجان أفلام الرعب 2020: NOLA Horror Film Fest فاز بجائزة أفضل ممثلة (باميلا جين مورغان).
 مهرجان فيلادلفيا السينمائي 2020: Philadelphia Film Festival ترشح لجائزة بينكينسون لأفضل فيلم محلي.

## روابط خارجية
- وداعا يا عسل على موقع IMDb (الإنجليزية)
- وداعا يا عسل على موقع روتن توميتوز (الإنجليزية)
- وداعا يا عسل على موقع قاعدة بيانات الفيلم (الإنجليزية)
- وداعا يا عسل على موقع ليتربوكسد (الإنجليزية)